# Andres Brütsch

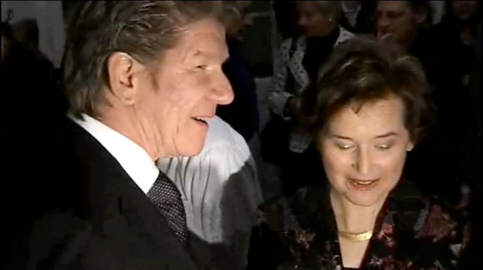
Andres Brütsch und Elisabeth Kopp feiern Premiere an den 42. Solothurner Filmtagen, 2007

Andres Brütsch, auch Andres Bruetsch (* 11. Juni 1951 in Basel) ist ein Schweizer Autor, Dokumentarfilmer und Produzent.

## Leben
Sein Studium an der Filmakademie München brach er ab, arbeitete dann als Volontär bei der Condor Films in Zürich und übernahm dort ab 1976 Regie für Auftragsfilme. Ab 1978 arbeitete er als freier Autor, Regisseur und Kameramann von Auftrags- und Werbefilmen in der Schweiz, ab 1980 auch in England, Holland und Südafrika, ab 1996 in den USA.
Als Geschäftsführer übernahm er 1985 die Mehrheit an der Produktionsfirma Topic Film in Zürich (Werbe- und Auftragsfilme) und war von 1992 bis 2011 ihr alleiniger Inhaber. 2004 stieg er in die Produktion von Kino- und Dokumentarfilmen ein (Topic Features). Brütsch verkaufte im Frühjahr 2011 die Firma und arbeitet seitdem als freier Autor und Regisseur von Dokumentar-Filmen.
Auszeichnungen – u. a.: Internationale Filmfestspiele von Cannes, New York International Film Festival, Preis des Eidgenössischen Departements des Innern und vom Art Directors Club Schweiz.
Bruetsch war mehrere Jahre Präsident der Swissfilm Association (SFA) sowie Präsident des Vereins Zürich für den Film. In dieser Funktion war er massgeblich für die Errichtung der Zürcher Filmstiftung verantwortlich, deren Stiftungsrats-Vizepräsident er mehrere Jahre war. Er ist aktiv in der Schweizerischen Filmpolitik, so war er Präsident des Verbandes "Gruppe Autoren, Regisseure, Produzenten/GARP" und war Vorsitzender der Gruppe Vision. Von 2012 bis 2015 war er Präsident des Stiftungsrats "Freunde Kunsthaus Zug". Brütsch ist seit vielen Jahren regelmässig als Gastdozent im Bereich Film/Storytelling  an der Hochschule Luzern (HSLU) tätig. Im Mai 2021 erschien sein erster Roman "Schiffbruch und Wahrheit" im Verlag Reinhardt. Sein zweiter Roman "Sein Name Pejdr Vuolp", Edition Howeg, Zürich, kam am 2. November 2022 auf den Markt.

## Filmografie
- um fünfhundert Auftrags- und Werbefilme

### Dokumentarfilme
- Was wäre wenn? – produziert für SF DRS, 2000
- Eine Schweizer Orgel für den Papst (auch Sixtina), 29 min, Abrakadabra Films, 2003[1]
- Elisabeth Kopp – Eine Winterreise, 90 min, Topic Film / SF DRS / TSR / RSI, 2007[2]  Uraufführung: 42. Solothurner Filmtage, 26. Januar 2007
- What is Luck? - 72 Minuten

2016   Dokumentarfilm über die Tänzerin und Sängerin Othella Dallas, Solothurner Filmtage 2016
- 2010: Madly in Love / Kinospielfilm / Produzent

Bücher
- Schiffbruch und Wahrheit, 2021, Roman
- Sein Name Pejdr Vuolp, 2022, Roman